# Puccinellia vahliana
Puccinellia vahliana es una especie de planta herbácea de la familia de las poáceas. Es originario de las Svalbard.

## Descripción
La inflorescencia cuenta con algunas espiguillas en la antesis. Lemas violáceos hacia la base con un amplio margen transparente hacia el ápice. 

## Taxonomía
Puccinellia vahliana fue descrita por (Liebm.) Scribn. & Merr. y publicado en Contributions from the United States National Herbarium 13: 78. 1910.
Etimología
Puccinellia: nombre genérico que fue otorgado en honor de Benedetto Puccinelli (1808–1850), profesor de Botánica en Lucca.
vahliana: epíteto otorgado en honor del botánico danés Martin Vahl (1749 - 1804).
Sinonimia
- Atropis kjellmannii (Kjellm. & Lundstr.) K.Richt.
- Atropis vahliana (Liebm.) K.Richt.
- Colpodium vahlianum (Liebm.) Nevski
- Glyceria kjellmannii Lange ex Kjellm. & Lundstr.
- Glyceria vahliana (Liebm.) Th.Fr.
- Phippsia vahliana (Liebm.) Á.Löve & D.Löve
- Poa angustata J.Vahl
- Poa vahliana Liebm.
- Puccinellia kjellmannii (Lange) Tolm.
- Puccinellia vahliana (Liebm.) Tolm.[5]